# لويس فرنانديز فيلالبا
لويس فرنانديز فيلالبا (بالإسبانية: Luis Ignacio Fernández) هو لاعب كرة قدم باراغواياني، ولد في 1 مايو 1989 في باراغواي. لعب مع ديبورتيس ماجالانز.

## وصلات خارجية
- لويس فرنانديز فيلالبا على موقع قاعدة بيانات كرة القدم.إي يو (الإنجليزية)
- لويس فرنانديز فيلالبا على موقع Soccerway.com (الإنجليزية)
- لويس فرنانديز فيلالبا على موقع عالم كرة القدم.نت (الإنجليزية)
- لويس فرنانديز فيلالبا على موقع AS.com (الإسبانية)